# آر جي روميل
رودولف جوزيف روميل (21 أكتوبر 1932 - 2 مارس 2014)  كان عالم سياسة أمريكيًا، وإحصائيًا، وأستاذًا في جامعة إنديانا، وجامعة ييل، وجامعة هاواي في مانوا. أمضى حياته المهنية في دراسة البيانات المتعلقة بالعنف الجماعي والحرب بهدف المساعدة في حلها أو القضاء عليها. على النقيض من الإبادة الجماعية، صاغ روميل مصطلح الإبادة الجماعية للقتل على يد الحكومة، مثل الإبادة الجماعية للشعوب الأصلية والاستعمار، وألمانيا النازية، والتطهيرات الستالينية، والثورة الثقافية لماو تسي تونج، وغيرها من الأنظمة الاستبدادية أو الشمولية أو غير الديمقراطية، وتوصل إلى استنتاج مفاده أن الأنظمة الديمقراطية تؤدي إلى أقل عدد من الإبادة الجماعية.
قدر روميل أن إجمالي عدد الأشخاص الذين قُتلوا على يد جميع الحكومات خلال القرن العشرين بلغ 212 مليون شخص، منهم 148 مليونًا قُتلوا على يد الحكومات الشيوعية من عام 1917 إلى عام 1987. ولإضفاء بعض المنظور على هذه الأرقام، ذكر روميل أن جميع الحروب الداخلية والخارجية خلال القرن العشرين قتلت في القتال حوالي 41 مليون شخص. لقد تعرضت أرقامه للحكومات الشيوعية لانتقادات بسبب المنهجية التي استخدمها للوصول إليها، كما تعرضت لانتقادات أيضًا بسبب كونها أعلى من الأرقام التي قدمها معظم العلماء. في كتابه الأخير، زاد روميل تقديره إلى أكثر من 272 مليون مدني بريء غير مقاتل قُتلوا على يد حكوماتهم خلال القرن العشرين. صرح روميل أن تقديره لعدد القتلى البالغ 272 مليونًا كان أقل تقدير وأكثر حكمة، حيث صرح بأنه "قد يكون أكثر من 400 مليون". توصل روميل إلى استنتاج مفاده أن الديمقراطية هي شكل الحكومة الأقل احتمالاً لقتل مواطنيها لأن الديمقراطيات لا تميل إلى شن الحروب ضد بعضها البعض. إن هذا الرأي الأخير هو مفهوم تم تطويره من قبل روميل، والمعروف باسم نظرية السلام الديمقراطي.
كان روميل مؤلفًا لأربعة وعشرين كتابًا علميًا، ونشر نتائجه الرئيسية بين عامي 1975 و1981 في كتاب فهم الصراع والحرب (1975). أمضى السنوات الخمس عشرة التالية في تحسين النظرية الأساسية واختبارها تجريبياً على بيانات جديدة، ضد النتائج التجريبية للآخرين، وعلى دراسات الحالة. وقد لخص بحثه في كتابه "القوة تقتل" (1997). تشمل أعماله الأخرى : السياسة القاتلة: الإبادة الجماعية السوفييتية والقتل الجماعي 1917-1987 (1990)، القرن الدموي للصين: الإبادة الجماعية والقتل الجماعي منذ عام 1900 (1991)، الإبادة الجماعية: الإبادة الجماعية النازية والقتل الجماعي (1992)، الموت على يد الحكومة: الإبادة الجماعية والقتل الجماعي منذ عام 1900 (1994)، وإحصائيات الإبادة الجماعية (1997). تتوفر مقتطفات وأرقام وجداول من كتبه، بما في ذلك مصادره وتفاصيله المتعلقة بالحسابات، على موقعه الإلكتروني. قام روميل أيضًا بتأليف كتاب تحليل العوامل التطبيقية (1970)، وكتاب فهم الارتباط (1976).

## الحياة المبكرة والتعليم والوفاة
وُلِد روميل عام 1932 في كليفلاند، أوهايو، لعائلة من أصل ألماني. كان طفلاً خلال فترة الكساد الأعظم والحرب العالمية الثانية، وتلقى تعليمه في المدارس العامة المحلية. حصل روميل على درجة البكالوريوس والماجستير في الآداب من جامعة هاواي في عامي 1959 و1961 على التوالي، وحصل على درجة الدكتوراه في العلوم السياسية من جامعة نورث وسترن في عام 1963. توفي روميل في 2 مارس 2014 عن عمر يناهز 81 عامًا. وقد ترك خلفه ابنتين وشقيقة واحدة.

## المسيرة الأكاديمية والبحثية
بدأ روميل مسيرته التدريسية في جامعة إنديانا. في عام 1964، انتقل روميل إلى جامعة ييل، وفي عام 1966 عاد إلى جامعة هاواي في مانوا، حيث قام بالتدريس طوال بقية حياته المهنية النشطة. في عام 1995، تقاعد روميل وأصبح أستاذاً فخرياً للعلوم السياسية. تم دعم أبحاثه من خلال المنح المقدمة من مؤسسة العلوم الوطنية، ووكالة مشاريع البحوث الدفاعية المتقدمة (DARPA) ، ومعهد أبحاث السلام الأمريكي. بالإضافة إلى كتبه، كان روميل مؤلفًا لأكثر من 100 مقالة مهنية. كان روميل عضوًا في المجلس الاستشاري لمؤسسة ضحايا الشيوعية التذكارية.

#### إبادة جماعية
صاغ روميل مصطلح الإبادة الجماعية، والذي عرَّفه بأنه "قتل أي شخص أو شعب من قبل حكومة، بما في ذلك الإبادة الجماعية، والقتل السياسي، والقتل الجماعي. ذكر روميل أيضًا أنه "استخدم التعريف المدني للقتل، حيث يمكن أن يكون شخص ما مذنبًا بالقتل إذا كان مسؤولاً بطريقة متهورة ومتعمدة عن فقدان الأرواح، كما هو الحال في حبس الأشخاص في معسكرات حيث قد يموتون قريبًا من سوء التغذية، والمرض غير المعالج، والعمل القسري، أو ترحيلهم إلى الأراضي القاحلة حيث قد يموتون بسرعة من التعرض والمرض".
في عمله وأبحاثه، ميز روميل بين الأنظمة الاستعمارية والديمقراطية والاستبدادية والشمولية، ووجد علاقة بين الاستبداد والشمولية، والتي اعتبرها عاملًا سببيًا مهمًا في عمليات إبادة الشعب. افترض روميل أن هناك علاقة بين السلطة السياسية والإبادة الجماعية. أصبحت جرائم القتل الجماعي السياسية شائعة بشكل متزايد مع تزايد عدم وجود قيود على السلطة السياسية. وفي الطرف الآخر من الميزان، حيث تكون السلطة منتشرة ومقيدة ومتوازنة، فإن العنف السياسي نادر الحدوث. بالنسبة لروميل، "كلما زادت قوة النظام، زادت احتمالية قتل الناس. وهذا سبب رئيسي لتعزيز الحرية". وكتب أن "السلطة السياسية المركزة هي أخطر شيء على وجه الأرض". ويعتبر روميل هذا الارتباط أكثر أهمية من موثوقية التقديرات.

#### الديمقراطية والسلام
بعد دين بابست، كان روميل أحد الباحثين الأوائل في نظرية السلام الديمقراطي. وجد روميل أنه كانت هناك 205 حربًا بين الدول غير الديمقراطية، و166 حربًا بين الدول غير الديمقراطية والديمقراطية، ولم تكن هناك حروب بين الديمقراطيات خلال الفترة بين عامي 1816 و2005. إن التعريف الذي استخدمه روميل للديمقراطية هو "حيث يتم انتخاب أولئك الذين يمسكون بالسلطة في انتخابات تنافسية بالاقتراع السري والحق الانتخابي الواسع (الذي يُفهَم بشكل فضفاض على أنه يشمل ما لا يقل عن ثلثي الذكور البالغين)؛ حيث توجد حرية التعبير والدين والتنظيم؛ وإطار دستوري للقانون تخضع له الحكومة ويضمن المساواة في الحقوق". بالإضافة إلى ذلك، يجب أن تكون الديمقراطية "راسخة بشكل جيد"، حيث تنص على أن "الوقت الكافي قد مر منذ نشأتها لكي تصبح الإجراءات الديمقراطية الكافية للسلام مقبولة وتستقر الثقافة الديمقراطية. ويبدو أن ثلاث سنوات كافية لهذا".
فيما يتعلق بالحرب، اعتمد روميل تعريف قاعدة بيانات شعبية، وهو أن الحرب هي صراع يتسبب في مقتل ما لا يقل عن 1000 شخص في المعركة. إن السلام يُفسَّر على النحو التالي: "ابدأ بإجابة الفيلسوف إيمانويل كانط على سبب كون تعميم الجمهوريات (كانت الديمقراطية كلمة سيئة بالنسبة لليبراليين الكلاسيكيين في عصره) من شأنه أن يخلق عالماً مسالماً. لن يدعم الناس الحروب التي قد يموتون فيها هم وأحباؤهم ويفقدون ممتلكاتهم. لكن هذا صحيح جزئياً فقط، لأن الناس قد يثارون ضد الأنظمة غير الديمقراطية ويدفعون قادتهم نحو الحرب، كما حدث في الحرب الإسبانية الأمريكية. والتفسير الأعمق هو أنه عندما يكون الناس أحراراً، فإنهم يخلقون مجتمعاً تبادلياً من المجموعات المتداخلة ومراكز القوة المتعددة والمتقاطعة. في مثل هذا المجتمع تتطور ثقافة التفاوض والتسامح وتقسيم الاختلافات. وعلاوة على ذلك، يطور الناس الأحرار توجهاً داخلياً نحو مجتمعات أخرى مماثلة، وهو شعور بالمعايير والمثل المشتركة التي تعمل ضد العنف تجاه المجتمعات الحرة الأخرى.

#### القتل بالقتل
في حين أن الإبادة الجماعية تتطلب نية حكومية، كان روميل مهتمًا أيضًا بتحليل آثار الأنظمة التي تتسبب عن غير قصد، ولكن عن عمد، في وفاة مواطنيها من خلال الإهمال أو عدم الكفاءة أو اللامبالاة الصرفة. ومن الأمثلة على ذلك النظام الذي أصبح فيه الفساد منتشراً على نطاق واسع ومدمراً لرفاهية الشعب لدرجة أنه يهدد حياتهم اليومية ويقلل من متوسط العمر المتوقع لهم. أطلق روميل على وفاة المواطنين في ظل مثل هذه الأنظمة مصطلح القتل العمد، وافترض أن الديمقراطيات لديها أقل عدد من مثل هذه الوفيات.

#### المجاعة والنمو الاقتصادي والسعادة
أدرج روميل المجاعة ضمن الإبادة الجماعية، إذا اعتبرها نتيجة لسياسة متعمدة، كما فعل بالنسبة للمجاعة الكبرى . صرح روميل بأنه لم تحدث مجاعات في الديمقراطيات، سواء كانت متعمدة أو غير متعمدة، وهي الحجة التي طرحها لأول مرة أمارتيا سين. كما افترض أن الديمقراطية عامل مهم للنمو الاقتصادي ورفع مستويات المعيشة. وذكر أن الأبحاث تظهر أن متوسط السعادة في الأمة يزداد مع زيادة الديمقراطية. وبحسب روميل فإن الزيادة المستمرة في عدد الديمقراطيات في جميع أنحاء العالم من شأنها أن تؤدي إلى نهاية الحروب والإبادة الجماعية. كان يعتقد أن هذا الهدف قد يتحقق بحلول منتصف القرن الحادي والعشرين.

## المشاهدات السياسية
بدأ روميل كاشتراكي ديمقراطي لكنه أصبح فيما بعد مناهضًا للشيوعية، وليبراليًا، ومؤيدًا لليبرالية الاقتصادية. بصرف النظر عن كونه ناقدًا صريحًا للشيوعية والدول الشيوعية،  انتقد روميل الدكتاتوريات اليمينية والإبادة الجماعية التي حدثت في ظل الاستعمار، والتي أسفرت أيضًا عن مقتل مئات الملايين. كان روميل مؤيدًا قويًا لنشر الديمقراطية الليبرالية ، على الرغم من أنه لم يدعم غزو دولة أخرى فقط لاستبدال الدكتاتورية. افترض روميل أن العنف الأجنبي يكون أقل عندما تكون الدول أكثر ليبرالية.
بدأ روميل كاشتراكي ديمقراطي لكنه أصبح فيما بعد مناهضًا للشيوعية، وليبراليًا، ومؤيدًا لليبرالية الاقتصادية. بصرف النظر عن كونه ناقدًا صريحًا للشيوعية والدول الشيوعية،  انتقد روميل الدكتاتوريات اليمينية والإبادة الجماعية التي حدثت في ظل الاستعمار، والتي أسفرت أيضًا عن مقتل مئات الملايين. كان روميل مؤيدًا قويًا لنشر الديمقراطية الليبرالية ، على الرغم من أنه لم يدعم غزو دولة أخرى فقط لاستبدال الدكتاتورية. افترض روميل أن العنف الأجنبي يكون أقل عندما تكون الدول أكثر ليبرالية.
انتقد روميل باراك أوباما والحزب الديمقراطي، زاعمًا أنهم يسعون إلى إقامة دولة استبدادية ذات حزب واحد. كان يعتقد أن الاحتباس الحراري العالمي هو "عملية احتيال للحصول على السلطة " وعارض خطة أوباما لتجارة الكربون. يعتقد روميل أن أوباما قتل السلام الديمقراطي الذي كان الديمقراطي بيل كلينتون والجمهوري جورج دبليو بوش يسعيان إلى تحقيقه. افترض روميل أن هناك تحيزًا يساريًا في بعض أجزاء العالم الأكاديمي الذي يركز بشكل انتقائي على المشاكل في الدول ذات الحرية السياسية والاقتصادية العالية ويتجاهل مشاكل أسوأ بكثير في دول أخرى. وفيما يتعلق بهذا، انتقد أيضًا نظام التوظيف الدائم.

## استقبال

#### نظرية السلام الديمقراطي
تعتبر نظرية السلام الديمقراطي واحدة من أكثر الجدليات الكبرى في العلوم السياسية وأحد التحديات الرئيسية للواقعية في العلاقات الدولية. وقد نشر أكثر من مائة باحث مختلف مقالات متعددة في هذا المجال وفقًا لقائمة مراجع غير مكتملة حتى عام 2000، ومن عام 2000 إلى أغسطس 2009. ويرد بعض النقاد بأن هناك استثناءات لهذه النظرية. في حين أنه من الصحيح إحصائيًا بشكل عام أن جرائم القتل الجماعي تحدث أكثر في الأنظمة الاستبدادية منها في الأنظمة الديمقراطية، فقد كانت هناك استثناءات قليلة للأنظمة الديمقراطية، ولم تنخرط بعض الأنظمة الاستبدادية في فئة جرائم القتل الجماعي. ناقش روميل بعض هذه الاستثناءات في الأسئلة الشائعة ،  وأشار إلى كتب لعلماء آخرين مثل حرب للأبد. تتضمن انتقادات نظرية السلام الديمقراطي البيانات، والتعريف، والفترات التاريخية، والعواقب المحدودة، والمنهجية، والأسس الجزئية، والانتقادات ذات الأهمية الإحصائية، حيث تشير إلى أن السلام يأتي قبل الديمقراطية، وتفشل العديد من الدراسات في تأكيد أن الديمقراطيات أقل عرضة لشن الحروب من الأنظمة الاستبدادية إذا تم تضمين الحروب ضد غير الديمقراطيات. وقد لخص جيفري بوغ أن أولئك الذين يجادلون في هذه النظرية يفعلون ذلك غالبًا على أساس أنها تخلط بين الارتباط والسببية، وأن التعريفات الأكاديمية للديمقراطية والحرب يمكن التلاعب بها من أجل تصنيع اتجاه مصطنع. لم يحظ أول عمل لروميل حول السلام الديمقراطي باهتمام كبير. وقد تم دمج نتائجه في "مخطط فلسفي عملاق" مكون من 33 اقتراحًا في عمل مكون من خمسة مجلدات. وقد تم مراجعته في عام 1992 باعتباره يتضمن "ادعاءات مفرطة"، ويثبت الليبرالية الاقتصادية "المتشددة" التي يتبناها روميل ووجهات نظره "المتطرفة" بشأن سياسة الدفاع. قال نيلز بيتر جليديتش أن هذه العناصر ربما تكون قد صرفت انتباه القراء عن مقترحات روميل الأكثر قبولًا على المستوى التقليدي.
تتمتع نسخة روميل من نظرية السلام الديمقراطي ببعض السمات المميزة التي يعترض عليها بعض الباحثين الآخرين الذين يؤيدون وجود النظرية وقوتها التفسيرية. توصلت أبحاث روميل المبكرة إلى أن الديمقراطيات أقل ميلاً إلى الحرب، حتى ضد غير الديمقراطيات؛ ويعتقد باحثون آخرون فقط أن الديمقراطيات أقل ميلاً إلى الحرب فيما بينها. يعتقد روميل أن الديمقراطيات المحددة بشكل صحيح لا تخوض حربًا مع بعضها البعض، وأضاف أن هذا "ادعاء مطلق أو (نقطة)". وجد باحثون آخرون مثل ستيوارت أ. بريمر أن الأمر يتعلق بالصدفة أو مسألة عشوائية؛ بهذا المعنى، كانت نسخة روميل من نظرية السلام الديمقراطي حتمية. استشهدت مراجعة أجراها جيمس لي راي بعدة دراسات أخرى وجدت أن زيادة خطر الحرب في البلدان الديمقراطية لا تحدث إلا إذا كانت العديد من الدول المحيطة غير ديمقراطية. إذا تم تضمين الحروب بين الديمقراطيات الناشئة في التحليل، فإن العديد من الدراسات والمراجعات لا تزال تجد أدلة كافية تدعم الادعاء الأقوى بأن جميع الديمقراطيات، سواء كانت ناشئة أو راسخة، تخوض حروبًا مع بعضها البعض بشكل أقل تواترًا، في حين أن بعضها لا يفعل ذلك.
لم يطبق روميل تعريفه للديمقراطية دائمًا على الحكومات قيد المناقشة، ولم يوضح دائمًا متى لم يطبقه. تعتمد الفقرات الافتتاحية للملحق من كتابه " السلطة تقتل قوائم مايكل دويل للديمقراطيات الليبرالية للفترة 1776-1800 و1800-1850. استخدم دويل تعريفًا أكثر مرونة، ألا وهو الاقتراع السري الذي اعتمدته تسمانيا لأول مرة في عام 1856، في حين لم يكن لدى بلجيكا سوى 10% من حق التصويت للذكور البالغين قبل عام 1894.

#### تحليل العوامل
ركزت المراجعات النقدية لتقديرات روميل على جانبين، وهما اختياره لمصادر البيانات ونهجه الإحصائي. نادرًا ما يمكن أن تكون المصادر التاريخية التي استند إليها روميل في تقديراته بمثابة مصادر موثوقة للأرقام. قد يؤدي النهج الإحصائي الذي استخدمه روميل لتحليل مجموعات كبيرة من التقديرات المتنوعة إلى تخفيف البيانات المفيدة بأخرى مشوشة. يركز روميل وغيره من علماء الإبادة الجماعية بشكل أساسي على تحديد الأنماط واختبار التفسيرات النظرية المختلفة للإبادات الجماعية والقتل الجماعي. وفي عملهم، نظرًا لأنهم يتعاملون مع مجموعات كبيرة من البيانات التي تصف أحداث الوفيات الجماعية على مستوى العالم، يتعين عليهم الاعتماد على بيانات انتقائية يقدمها خبراء من مختلف البلدان، وبالتالي فإن التقديرات الدقيقة ليست نتيجة مطلوبة أو متوقعة لعملهم. كتب يهودا باور ، وهو باحث بارز في الهولوكوست، والذي علق على أن وصف الإبادة الجماعية أكثر ملاءمة لوصف الفظائع الجماعية التي ارتكبتها جهات فاعلة من الدولة من وصف الإبادة الجماعية،  في كتابه إعادة التفكير في الهولوكوست: "لقد تعرض روميل لانتقادات بسبب المبالغة في تقدير الخسائر. وحتى لو كانت الانتقادات صحيحة، فإن انخفاض الرقم بنسبة 10 أو 20 أو حتى 30 في المائة لن يحدث أي فرق على الإطلاق في الاستنتاجات العامة التي يستخلصها روميل".
تعرضت أعمال روميل لانتقادات بسبب تقديراتها التي اعتمدت على الإشاعات وتقديرات الوفيات المرتفعة بشكل غير قابل للتحقق من قبل مؤلفين متحيزين للغاية. ومن الأمثلة على ذلك الفصل الذي يتناول مسلخ تيتو في كتابه "إحصائيات الإبادة الجماعية"، حيث يقتبس روميل تقديرات لسجل الإبادة الجماعية في يوغوسلافيا في عهد تيتو من مؤلفين متعاطفين مع دولة كرواتيا المستقلة والذين حاولوا التقليل من جرائم أوستاشي في الهولوكوست في دولة كرواتيا المستقلة أو إنكارها، ومن الأمثلة على هؤلاء المؤلفين إيفو عمركانين، وهو مسؤول سابق في دولة كرواتيا المستقلة في وزارة الخارجية ومؤيد للمثل الفاشية.:87–88

## الجوائز والترشيحات
في عام 1999، حصل روميل على جائزة سوزان سترينج من جمعية الدراسات الدولية. تُقدَّم هذه الجائزة تقديراً لشخص "يتميز بذكائه الفريد وحزمه وبصيرته التي تتحدى الحكمة التقليدية والرضا الفكري والتنظيمي في مجتمع الدراسات الدولية". في عام 2003، مُنح روميل جائزة الإنجاز مدى الحياة من قسم العمليات الصراعية المنظم التابع للجمعية الأمريكية للعلوم السياسية عن "المساهمات العلمية التي حسنت بشكل أساسي دراسة العمليات الصراعية".
كان روميل يدعي علنًا أنه كان أحد المرشحين النهائيين لجائزة نوبل للسلام، استنادًا إلى تقرير لوكالة أسوشيتد برس أعيد نشره في صحيفة محلية حول قائمة مختصرة مزعومة لجائزة نوبل تضم 117 اسمًا. وعلى الرغم من تراجعه عن هذا الادعاء، فإنه لا يزال يظهر في أحد كتبه. تم ترشيح روميل عدة مرات لجائزة نوبل للسلام من قبل بير أهلمارك ولكن لم يتم الإعلان عن القائمة المختصرة.

## سلسلة لن تتكرر مرة أخرى
كتب روميل سلسلةلن تتكرر من روايات التاريخ البديل. وفقًا لموقع المسلسل على الإنترنت، فإن لن تتكرر هو "تاريخ بديل افتراضي" حيث "يتم إرسال عاشقين إلى الوراء في الوقت المناسب إلى عام 1906 بأسلحة حديثة و38 مليار دولار من عام 1906" من أجل منع صعود الاستبداد واندلاع الحروب العالمية.

## الأعمال المنشورة
معظم الكتب والمقالات التي كتبها روميل متاحة للتنزيل مجانًا على موقعه الإلكتروني "الحرية والإبادة الجماعية والحرب" ، بما في ذلك تلك التي لم يتم ذكرها هنا.

#### كتبه
- أبعاد الأمم ، منشورات سيج، 1972
- ويلكنفيلد، ج. ، محرر. سلوك الصراع وسياسات الارتباط (مساهم)، ديفيد ماكاي، 1973
- السلام في خطر: واقع الانفراج ، منشورات SAGE، 1976
- فهم الصراع والحرب ، جون وايلي وأولاده، 1976
- الصراع في المنظور (فهم الصراع والحرب) ، منشورات SAGE، 1977
- تطور نظرية المجال ، منشورات SAGE، 1977
- الأصدقاء المهمين. Die milärische Überlegenheit der UdSSR ("السلام في خطر. التفوق العسكري للاتحاد السوفييتي")، ميونيخ، 1977
- المواقف والسلوكيات الوطنية (مع ج. أومن، وس. دبليو. ري، وب. سيبينسكي)، منشورات سيج، 1979
- في عقول الرجال مبادئ نحو التفاهم وإحلال السلام ، مطبعة جامعة سوجانج، 1984
- التحليل العاملي التطبيقي ، مطبعة جامعة نورث وسترن، 1988
- السياسة القاتلة: الإبادة الجماعية السوفييتية والقتل الجماعي منذ عام 1917 ، دار ترانزاكشن للنشر، 1990
- القرن الدموي في الصين: الإبادة الجماعية والقتل الجماعي منذ عام 1900 ، دار ترانزاكشن للنشر، 1991
- حلزون الصراع: مبادئ وممارسات الصراع والتعاون بين الأشخاص والمجتمع والدولي ، دار نشر ترانزاكشن، 1991
- ديميوسايد: الإبادة الجماعية النازية والقتل الجماعي ، دار ترانزاكشن للنشر، 1992
- الموت على يد الحكومة ، دار ترانزاكشن للنشر، 1997
- إحصائيات الإبادة الجماعية: الإبادة الجماعية والقتل الجماعي منذ عام 1900 ، دار ليت للنشر، 1999
- القوة تقتل: الديمقراطية كأسلوب من أساليب اللاعنف ، دار ترانزاكشن للنشر، 2002
- لن يحدث هذا مرة أخرى: إنهاء الحرب والإبادة الجماعية والمجاعة من خلال الحرية الديمقراطية ، ملحق غير روائي، دار لومينا للنشر، 2005

1. الحرب والإبادة الجماعية ، دار لومينا للنشر، 2004
2. المحرقة النووية ، مطبعة لومينا، 2004
3. إعادة الضبط ، لومينا برس، 2004
4. الرعب الأحمر ، دار لومينا للنشر، 2004
5. الإبادة الجماعية ، مطبعة لومينا، 2005
6. لن يحدث مرة أخرى؟ ، لومينا برس، 2005

- الكتاب الأزرق للحرية: إنهاء المجاعة والفقر والإبادة الجماعية والحرب ، دار كمبرلاند للنشر، 2007

## المقالات العلمية
نشر روميل ما يقرب من 100 بحث في مجلات محكمة، بما في ذلك: 
- المجلة الدولية للسلام العالمي ، أكتوبر-ديسمبر 1986، المجلد الثالث (4)، مساهم
- مجلة العلاقات الدولية ، ربيع 1978، 3 (1)، مساهم
- السبب ، يوليو 1977، 9 (3)، "مشكلة الدفاع"، مساهم